# Teradyne
Teradyne ist ein in North Reading beheimateter US-amerikanischer Hersteller von Testsystemen für Mikroprozessoren und weiteren elektronischen Bausteinen.
Das Unternehmen wurde 1960 gegründet und beschäftigte 2016 4.300 Mitarbeiter, die einen Umsatz von 1,75 Milliarden USD erzielten. Die Aktiengesellschaft ist an der New York Stock Exchange gelistet. In Deutschland werden die Geschäfte von München aus geführt.

## Produktlinien
Gefertigt werden neben Leiterplatten-Testern Anlagen, mit denen Chips nach der Fertigung auf Funktionsfähigkeit geprüft werden. Diese Anlagen werden von Teradyne auf die spezifische Anwendung des Kunden (wie AD-Wandler, DSL-Chips, Speicher und SOC) adaptiert. Mehrere Produktlinien (bspw. „Catalyst“ und „FLEX“) wurden jeweils auf die spezifischen Anforderungen wie Durchsatz, Kosten und Testtiefe optimiert.
Für den Test von bestückten Leiterplatten werden Geräte für die automatisierte Röntgeninspektion hergestellt.